# Уран-238
Уран-238 (238U) е най-често срещаният в природата изотоп на урана; представлява 99,28 % от природната уранова руда. Разпространен е във водата, почвата и атмосферния въздух. За разлика от уран-235, уран-238 е много по-стабилен изотоп – има период на полуразпад от 1,41 × 1017 секунди (4,46 × 109 години, или 4,46 милиарда години) и е много по-слабо радиоактивен.
Обедненият уран се състои предимно от 238U и е отпадъчен продукт при производството на обогатен уран.
Уран-238 се използва и в българския АЕЦ „Козлодуй“ като част от ядреното гориво.

## Правна регулация
Физическата защита на ядрения материал, вкл. уран-238, при използването, преноса и съхраняването му е уредена в Конвенция за физическа защита на ядрения материал, ратифицирана от Държавния съвет през 1984 г.